# Minóg karpacki

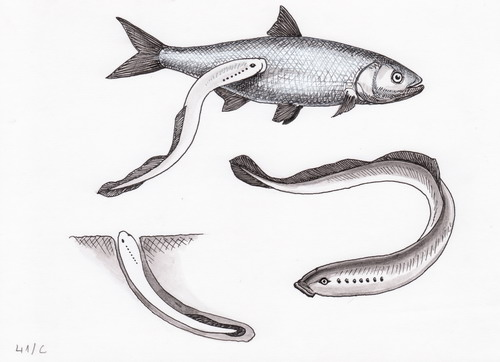
Cykl życiowy

Minóg karpacki (Eudontomyzon danfordi) – europejski gatunek pasożytniczego bezżuchwowca z rodziny minogowatych (Petromyzontidae), nieprawidłowo nazywany minogiem węgierskim lub minogiem dunajskim. Gatunek typowy rodzaju Eudontomyzon.
Minóg karpacki jest bardzo podobny do bliskiego krewniaka, minoga strumieniowego, od którego różni się większą odległością między płetwami grzbietowymi, uzbrojeniem przyssawki a także drapieżnym trybem życia.

## Zasięg występowania
Gatunek endemiczny dla dorzeczy dopływów Dunaju: Cisy i Temeszu.

## Budowa ciała
Osiąga 14–30 cm długości, oraz masę od 3 do 22 g. Wzdłuż tułowia 58–70 miomerów. procentowe proporcje długości poszczególnych części ciała są następujące: odcinek przedskrzelwy - 7,8–13,5% długości całkowitej, odcinek skrzelowy – 8,6–11,4%, tułów – 42,9–52,5%, ogon – 25,6–32,3%, przyssawka 2,8–7,5%, oko – 1–2,1%. Płetwa ogonowa ma kształt łopatkowaty.
Grzbiet niebieskoszary, boki żółtawo-różowawe, brzuch kremowy lub biały. Płetwa ogonowa bezbarwna. Linia boczna nie jest pigmentowana. Tułów ślepic nie jest nakrapiany.

## Biologia i ekologia

### Tryb życia
Gatunek słodkowodny, osiadły. Występuje w, podgórskich i górskich, czystych, dobrze natlenionych rzekach i strumieniach. Na Słowacji spotykany jest na wysokości 460–550 m n.p.m. Na Ukrainie występuje powyżej 250 m n.p.m.
Larwy żyją w mulistym piasku bądź w mule przez okres ok. 3,5–5 lat. Podczas przeobrażenia się są zwykle minimalnie większe od osobników dorosłych. Rozpoczyna się ono w lipcu bądź sierpniu i trwa od 1 do 5 miesięcy.
Później minóg karpacki przeważnie żyje jeszcze dwa lub trzy lata, prowadząc pasożytniczy tryb życia, przy czym rozpoczynają one żerowanie w marcu następnego roku po przeobrażeniu, i trwa ono zwykle jeden rok.

### Odżywianie
Gatunek pasożytniczy, dorosłe osobniki za pomocą przyssawki przyczepiają się do skóry różnych gatunków ryb (zarówno żywych jak i martwych) i wysysają tkankę mięsną i krew. Ślepice żywią się detrytusem i larwami owadów.

### Rozród
Wiosną tarlaki odbywają wędrówki w górne odcinki rzek. Tarło odbywa się o różnych porach, w zależności od miejsca. Na Ukrainie Zakarpackiej martwe, wytarte osobniki znajdowane są w kwietniu i maju, podczas gdy w Rumunii ma się ono odbywać od końca maja do czerwca w Transylwanii i na przełomie czerwca i lipca w Banacie. Płodność jednej samicy wynosi 7 500 - 10 300 ziaren ikry.

## Znaczenie dla człowieka
W niektórych regionach Rumunii dorosłe osobniki bywają używane w celach konsumpcyjnych, zaś larwy jako przynęta. Również w Rumunii odnotowywano poważne szkody ze strony minoga karpackiego w hodowlach pstrągów.